# Alaskaperla longidentata
Alaskaperla longidentata is een steenvlieg uit de familie groene steenvliegen (Chloroperlidae). De wetenschappelijke naam van de soort is voor het eerst geldig gepubliceerd in 1968 door Raušer.